# 궬프 센트럴역
궬프 센트럴역(Guelph Central Station)은 캐나다 온타리오주 궬프 시내에 위치한 철도역이자 버스 터미널이다. 이 역은 토론토와 사니아를 잇는 VIA 철도 열차와 토론토와 키치너, 런던을 잇는 GO 트랜싯의 키치너선 통근열차가 정차한다. 버스 터미널에는 궬프 교통 시내버스와 GO 트랜싯과 궬프 오웬사운드 교통의 광역버스도 이 역에 정차한다. 1855년에 궬프에 처음 철도역이 들어선 이후 오늘날의 역사는 1911년에 지어졌고, 2012년에 기존 버스 터미널 부지를 재개발해 복합환승센터로 탈바꿈하였다.

## 위치
궬프 센트럴역은 메트로링스가 소유하는 궬프선 48.8마일 지점에 위치해있으며, 서쪽으로 키치너역, 동쪽으로 액턴역 사이에 있다. 선로는 메트로링스가 소유하고 있지만 캐나다 내셔널 철도 (CN)의 화물열차 또한 통과할 수 있다.
액턴역에서 궬프역까지 선로가 경사면을 올라가 에라모사강을 건너 궬프 시내로 진입한다. 궬프역 서쪽으로 궬프 시내의 주거 지역을 지나면서 천천히 달린다. 열차는 핸런 고속도로 이후 속도를 내면서 푸슬린치와 울윅을 빠르게 지난다. 추후 역 건설 예정에 있는 브레슬로 마을을 지나 궬프선은 그랜드강을 건너 키치너로 향한다.

## 역사
궬프와 철도는 1856년에 그랜드트렁크 철도 노선이 최초로 개통한 이후로 흥미로운 관계를 이어왔다. 토론토 & 궬프 철도를 인수한 그랜드트렁크는 토론토에서 궬프로 이어지는 노선이 서부로 이어지는 주요 노선이 될 것이라고 파악하였고, 궬프에서 스트랫퍼드와 세인트메리스를 경유하여 사니아까지 연장하였다. 궬프에 철도가 개통하면서 교통이 편리해졌고 기업들이 각종 자재와 제품 등을 철도로 실어나르면서 경제 성장 효과도 누렸지만 시내 주민들은 오히려 단절 문제를 토로하였다. 그랜드트렁크가 지은 철도 노선이 마을을 창립한 존 골트가 세심하게 계획한 시내의 녹지 공간을 가로질렀다. 1856년에 최초로 지어진 역은 프란시스 톰슨이 설계했으며, 5개의 출입구와 5개의 대형 창문으로 이루어진 초기 이탈리아식 양식을 따랐다. 역 안에는 대합실, 역장실 및 수화물 보관소가 있었으며, 별도의 화물 창고도 건설되었다. 첫 번째 역은 1870년에 화재로 역 대부분이 소실되었고, 두 번째 역은 킹스턴역과 비슷하게 제2제국 양식의 지붕으로 지어졌다.
1880년대에 들어서서 궬프의 인구가 늘어나고 엄연한 도시로 성장하면서 궬프 주민들은 그랜드트렁크 철도에 대한 불만이 하나둘씩 늘어났다. 우선 기존의 비좁은 철도역을 더욱 확장하기를 바랐으며, 도심 한복판을 가로지르는 철도에 대한 보행자 안전 문제도 제기하기도 하였다. 또한 그랜드트렁크 철도가 다른 철도 회사와의 통폐합을 거쳐 독과점으로 높은 화물 운송 비용에 기업인들 또한 불만을 토로했다. 하지만 철도 회사 측은 역을 신설하거나 기존 역을 확장할 의향이 없다고 못박았다. 이에 대해 궬프시는 시에서 운영하는 1884년 궬프 정션 철도를 설립하여 궬프 시내에서 캠벨빌에 위치한 캐나다 태평양 철도의 크레딧밸리 철도 본선까지 단선 철도를 지어 운송 비용을 절감하고자 하였다.
기존에 그랜드트렁크 철도가 독점했던 철도 시장에 궬프 정션 철도가 뛰어들면서 어느 정도 영향력을 갖게 된 궬프 기업인들은 1887년에 다시 한 번 그랜드트렁크에 새로운 역을 지어줄 것을 요청하였다. 하지만 재정난으로 어려움을 겪었던 그랜드트렁크는 약간의 보수 공사를 하는 것으로 미지근하게 대응하였다. 하지만 캐나다 태평양 철도가 1890년에 모든 노선에 걸쳐 역 건물을 새로 짓기 시작하자 그랜드트렁크도 역사 재건축에 뛰어들었다. 1896년, 그랜드트렁크 대표였던 찰스 멜빌 헤이스는 이 재건축을 철도 전체를 현대화하고 하나로 통일할 기회로 여겼다. 궬프에서는 기존 역을 화물 사무실로 용도를 변경하고 새로운 위치에 도시에 걸맞는 새로운 역을 건설하기로 하고 시내의 마지막 공원 부지를 5천 달러에 매입하기로 궬프시에 제안하였다. 시 당국은 철도 회사의 제안을 거절하였고 그랜드트렁크는 대신 연방 정부로 등을 돌렸다. 1905년, 연방정부는 그랜드트렁크 철도의 토지 수용을 허가하였고 시 당국은 선택의 여지가 없어졌다.
토지 문제는 해결되었지만 설계와 비용 분담 문제가 남아있었다. 궬프시는 이미 1908년 선로 안전 문제와 소음에 대한 불만을 두고 그랜드트렁크 철도를 상대로 소송을 제기한 상태였다. 이와 동시에 시 당국은 브랜트퍼드에 지어진 신역사를 철도 건축에 있어서 롤모델로 삼았다. 20세기 초에는 이탈리아풍과 로마네스크 양식이 선호되었는데, 1905년에 지어진 브랜트퍼드역은 높은 대합실 천장과 간소한 수하물 공간으로 궬프가 원하던 모든 것을 갖추고 있었다. 궬프시는 철도사를 상대로 결국 승소하였고, 그랜드트렁크는 더욱 안전한 도심을 위해 몇 군데에 고가 건널목을 건설하는 대신, 새로 지어지는 신역사의 규모도 줄어들었다. 새로운 계획이 발표되었을 때 시 당국은 브랜트퍼드역의 외관을 그대로 유지하되 규모는 줄이기로 했기 때문에 그다지 만족하지 않았다.
공사는 같은 해에 시작되었고, 신역사는 석회암을 토대로 짙은 벽돌 외관으로 지어졌다. 아이러니하게도 그랜드 트렁크역은 기존 역을 허물고 허물었던 역의 석회암을 사용하여 새 역의 토대를 닦았다. 이 역에는 웅장한 이탈리아식 탑과 폭이 넓고 높은 포르트 코셰르 (porte-cochère) 문이 포함되어있었다. 내부에는 일반 대합실과 여성용 대합실이 따로 분리되어있었다. 역에는 또한 넓은 수하물 보관소와 특급실도 존재하였다. 내부에는 또한 역장실, 매표소 및 승강장 위로 툭 튀어나온 전신원으로 마무리하였다. 나무 내장판과 섬세하게 짜인 테라조 바닥은 역의 품격을 더했다.
지역 신문인 《궬프 머큐리》 (Guelph Mercury)는 신역사가 멋있다고 표현했지만, 지역 주민 대부분은 이 역에 대해 냉담한 반응이었다. 신역사는 1911년 11월에 조용히 개통하였다. 오직 소수의 그랜드트렁크 직원들만이 오후 1시 열차가 새 역을 통과하는 모습을 지켜보았다. 엇갈린 반응 속에 새로운 고가 철교는 시내의 교통 흐름을 개선하고 사고와 부상을 줄였다. 이 역은 1923년 공기업인 캐나다 내셔널 철도가 계속 운영하였으며, 대공황 당시 난방비를 절약하기 위해 천장을 낮추고 여성 전용 대합실을 없애고 대신 화장실을 짓는 등 약간의 보수 작업을 거쳤다.
1978년 캐나다 내셔널 철도가 여객 열차 운행을 중단하면서 이 역은 캐나다 전역에 여객 열차를 운행하는 VIA 철도로 이관되었다. 토론토와 미국을 잇는 주요 노선에 위치한 이 역에는 1982년부터 2004년까지 토론토와 시카고를 VIA 철도와 암트랙이 공동으로 운행하는 인터내셔널 리미티드 열차가 정차하였다. GO 트랜싯은 1990년에 토론토에서 궬프까지 조지타운선 통근열차를 운행했지만 예산 삭감으로 3년 만에 운행이 중단되었지만, 2011년에 복원되어 키치너까지 연장되었다.
1992년 궬프역은 연방 문화유산 철도역 보호법에 따라 문화유산 철도역으로 지정되었다.
2002년에 궬프의 시외버스, 시내버스, 통근 열차와 VIA 열차를 한 곳에서 갈아탈 수 있도록 궬프 시내에 복합 터미널을 설치하는 방안이 거론되었다. 그 당시 궬프 교통의 시내 터미널은 세인트조지 스퀘어에서 세 블록가량 떨어져있었다. 2004년에 타당성 조사가 이루어졌고 궬프 시의회는 카든 스트리트에 복합 터미널을 설치하는 계획을 지지하였다. 2009년에는 복합 터미널 설치에 연방 정부와 주 정부의 인프라 예산이 주어졌고 2010년 4월부터 본격적으로 삽을 들기 시작하였다.
'궬프 센트럴'이라는 이름은 지역 주민들과 버스 및 철도 운영사들의 제안을 통해 선정되었다. 복합 터미널이 문을 연 건 2012년 5월 13일로, 공사 비용에는 총 800만 달러가 들어갔고, 그 중 530만 달러는 주 정부와 연방 정부에서 지원을 받았다. 개통 예정일은 철도역 리모델링을 위해 2011년 10월에서 2012년 5월로 미루어졌다. 2016년과 17년 사이에는 210만 달러의 예산을 들여 철도역의 부수적인 리모델링에 들어갔는데, 이에 따라 역 건물의 역사적인 특징을 보전할 수 있게 되었다.

## 시설
궬프 센트럴역은 직원이 상주하지 않는 무인역으로, 통근열차 요금을 지불하는 방법은 몇 가지가 있다. 역에 있는 자동판매기를 통해 프레스토 카드를 구매하고 충전할 수 있으며, 또한 일회용 티켓을 구매할 수도 있다. 또한 프레스토 단말기에 신용카드, 체크카드 또는 모바일페이를 통해 요금을 지불할 수 있으며, 스마트폰을 통해 GO 트랜싯 홈페이지에서 이티켓 (e-ticket)을 구매하는 방법도 있다.
궬프 센트럴역은 대합실, 화장실, 공중전화, 와이파이가 있으며, 승강장은 하나만 있다. 역 승강장에는 눈이나 비를 피할 수 있는 쉼터가 있으며, 겨울에는 난방도 된다. 궬프 센트럴역에 있는 환승 주차장에는 최대 48시간까지 무료로 주차할 수 있지만, 주차 공간이 18대로 많지 않은 편이다. 이 역은 주차 공간이 협소한 관계로 주차 공간을 사전에 예약하거나 카풀 승객을 위한 주차 공간이 따로 마련되어 있지는 않다. 한편 역으로 마중 나오는 차량들을 위한 정차 공간이 있으며, 자전거를 타고 오는 승객들을 위한 자전거 거치대가 마련되어 있다.
철도역 바로 앞에는 22개의 버스 승강장이 있으며, 이곳에서 궬프 교통, GO 트랜싯 및 궬프 오웬사운드 교통에서 운행하는 버스로 갈아탈 수 있다.

## 운행 계통
2023년 5월 기준, 궬프 센트럴역에는 토론토와 런던, 사니아를 잇는 VIA 철도 열차가 양방향 하루 1회씩 정차한다. 토론토와 궬프, 키치너, 런던을 잇는 키치너선은 평일에 토론토 방면 통근열차 10회, 키치너 방면 8회, 런던 방면 1회 운행하며, 평일 밤에는 토론토발 통근열차 1대가 궬프 센트럴역에 종착한다. 주말에는 통근열차 대신에 33번 버스가 마운트플레전트역을 경유해 노스요크의 요크밀스 버스 터미널까지 2시간 간격으로 운행한다. 주말에 토론토 유니언역으로 향하는 승객은 마운트플레전트역에서 유니언 방면 통근열차로 갈아탈 수 있다.

## 버스 연결편

### GO 트랜싯
| 노선 | 노선            | 노선                 | 종점          | 종점 | 종점                 | 경유지 | 기준일          | 비고 |
| ---- | --------------- | -------------------- | ------------- | ---- | -------------------- | --- | --------------- | ---- |
| 17   | 워털루 / 해밀턴 | Waterloo / Hamilton  | 워털루 대학교 | ↔    | 해밀턴 GO 센터       | - 해밀턴 방면: 궬프 대학교 · 브록 / 매클레인 · 올더숏역 · 맥마스터 대학교 · 해밀턴 GO 센터 - 워털루 방면: 빅토리아 / 프레데릭 · 윌프리드 로리에 대학교 · 워털루 대학교                                                                                    | 2023년 6월 24일 |      |
| 29   | 궬프 / 미시소가 | Guelph / Mississauga | 궬프 센트럴역 | ↔    | 키플링역             | 궬프 대학교 · 브록 / 매클레인 · 25번 / 401번 · 윈스턴 처칠역 · 에린밀스역 · 스퀘어원 쇼핑센터 · 딕시역 · 렌포스역 · 키플링역 | 2023년 6월 24일 |      |
| 31   | 조지타운        | Georgetown           | 궬프 대학교   | ↔    | 유니언역 버스 터미널 | - 궬프 방면: 궬프 대학교 - 토론토 방면: 알마 / 잉커맨 · 액턴역 · 메인 / 조지 · 조지타운역 · 궬프 / 킹 · 마운트플레전트역 · 메인 / 보베이어드 · 브램턴 시내 터미널 · 쇼퍼스 월드 브램턴 · 스틸즈 / 퍼스트걸프 · 브래멀리역 · 맬튼역 · 유니언역 버스 터미널 | 2023년 6월 24일 |      |
| 31A  | 조지타운        | Georgetown           | 궬프 대학교   | ↔    | 유니언역 버스 터미널 | - 궬프 방면: 궬프 대학교 - 토론토 방면: 알마 / 잉커맨 · 액턴역 · 메인 / 조지 · 조지타운역 · 궬프 / 킹 · 마운트플레전트역 · 메인 / 보베이어드 · 브램턴 시내 터미널 · 쇼퍼스 월드 브램턴 · 스틸즈 / 퍼스트걸프 · 유니언역 버스 터미널                       | 2023년 6월 24일 |      |
| 31B  | 조지타운        | Georgetown           | 궬프 대학교   | ↔    | 브래멀리역           | - 궬프 방면: 궬프 대학교 - 브램턴 방면: 알마 / 잉커맨 · 액턴역 · 메인 / 조지 · 조지타운역 · 궬프 / 킹 · 마운트플레전트역 · 메인 / 보베이어드 · 브램턴 시내 터미널 · 쇼퍼스 월드 브램턴 · 스틸즈 / 퍼스트걸프 · 브래멀리역                                 | 2023년 6월 24일 |      |
| 31M  | 조지타운        | Georgetown           | 궬프 대학교   | ←    | 브램턴역             | 궬프 대학교 | 2023년 6월 24일 |      |
| 33   | 궬프 / 노스요크 | Guelph / North York  | 궬프 대학교   | ←    | 요크밀스 버스 터미널 | 궬프 대학교 | 2023년 6월 24일 |      |
| 33C  | 궬프 / 노스요크 | Guelph / North York  | 궬프 대학교   | →    | 조지타운역           | 알마 / 잉커맨 · 액턴역 · 메인 / 조지 · 조지타운역 | 2023년 6월 24일 |      |
| 33F  | 궬프 / 노스요크 | Guelph / North York  | 궬프 대학교   | →    | 마운트플레전트역     | 알마 / 잉커맨 · 액턴역 · 메인 / 조지 · 조지타운역 · 궬프 / 킹 · 마운트플레전트역 | 2023년 6월 24일 |      |

### 궬프 교통
GO 트랜싯에서 궬프 교통으로 갈아타는 승객은 궬프 센트럴역에서 GO 트랜싯 일회용 티켓이나 일일권 또는 프레스토 카드를 제시하면 무료로 환승할 수 있다. 반대로 궬프 교통에서 GO 트랜싯으로 갈아타는 승객은 GO 트랜싯 티켓이나 일일권, 프레스토 카드를 제시하면 무료로 승차할 수 있다.
|  |  |  |

|  |  |  |

|  |  |  |

|  |  |  |

|  |

|  |  |  |

|  |  |  |

|  |  |  |

|  |

| 홈   |
| 런던 |

|  |

|  |

|  |  |  |  |  |

|  |  |  |

|  |  |  |

|  |  |  |

|  |  |  |

|  |  |  |

|  |  |  |

|  |  |  |

|  |

|  |  |  |

|  |  |  |

|  |  |  |

|  |

| 홈   |
| 런던 |

|  |

|  |

|  |  |  |  |  |

|  |  |  |

|  |  |  |

|  |  |  |

|  |  |  |

|  |  |  |

|  |  |  |

|  |  |  |

|  |

|  |  |  |

|  |  |  |

|  |  |  |

|  |

| 홈   |
| 런던 |

|  |

|  |

|  |  |  |  |  |

|  |  |  |

|  |  |  |

|  |  |  |

|  |  |  |

|  |  |  |

|  |  |  |

|  |  |  |

|  |

|  |  |  |

|  |  |  |

|  |  |  |

|  |

| 홈   |
| 런던 |

|  |

|  |

|  |  |  |  |  |

|  |  |  |

|  |  |  |

|  |  |  |

|  |

|  |  |  |

|  |  |  |

|  |  |  |

|  |  |  |

|  |  |  |

|  |  |  |

|  |  |  |

|  |  |  |

| 궬프 비행장 |
| 궬프 교통   |

|  |  |  |

|  |

|  |  |  |

|  |  |  |

|  |  |  |

|  |  |  |

|  |  |  |

|  |  |  |

|  |  |  |

|  |  |  |

| 궬프 비행장 |
| 궬프 교통   |

|  |  |  |

|  |

|  |  |  |

|  |  |  |

|  |  |  |

|  |  |  |

|  |  |  |

|  |  |  |

|  |  |  |

|  |  |  |

| 궬프 비행장 |
| 궬프 교통   |

|  |  |  |

|  |

|  |  |  |

|  |  |  |

|  |  |  |

|  |  |  |

|  |  |  |

|  |  |  |

|  |  |  |

|  |  |  |

| 궬프 비행장 |
| 궬프 교통   |

|  |  |  |

|  |  |  |  |  |

|  |  |  |

|  |  |  |

|  |  |  |

|  |

|  |

|  |

| 에딘버러 |
| 린우드   |

|  |  |  |

|  |  |  |

|  |  |  |

|  |  |  |

|  |  |  |  |  |

|  |  |  |

|  |  |  |

|  |  |  |

|  |

|  |

|  |

| 에딘버러 |
| 린우드   |

|  |  |  |

|  |  |  |

|  |  |  |

|  |  |  |

|  |  |  |  |  |

|  |  |  |

|  |  |  |

|  |  |  |

|  |

|  |

|  |

| 에딘버러 |
| 린우드   |

|  |  |  |

|  |  |  |

|  |  |  |

|  |  |  |

|  |  |  |  |  |

|  |  |  |

|  |  |  |

|  |  |  |

|  |

|  |

|  |

| 에딘버러 |
| 린우드   |

|  |  |  |

|  |  |  |

|  |  |  |

|  |  |  |

|  |  |  |

|  |  |  |

|  |  |  |

|  |  |  |  |  |

|  |  |  |

|  |  |  |

|  |  |  |

|  |  |  |  |  |

|  |  |  |  |  |

|  |  |  |  |  |

|  |  |  |  |  |

|  |  |  |

|  |  |  |

|  |  |  |

|  |  |  |  |  |

|  |  |  |

|  |  |  |

|  |  |  |

|  |  |  |  |  |

|  |  |  |  |  |

|  |  |  |  |  |

|  |  |  |  |  |

|  |  |  |

|  |  |  |

|  |  |  |

|  |  |  |  |  |

|  |  |  |

|  |  |  |

|  |  |  |

|  |  |  |  |  |

|  |  |  |  |  |

|  |  |  |  |  |

|  |  |  |  |  |

|  |  |  |

|  |  |  |

|  |  |  |

|  |  |  |  |  |

|  |  |  |

|  |  |  |

|  |  |  |

|  |  |  |  |  |

|  |  |  |  |  |

|  |  |  |  |  |

|  |  |  |  |  |

|  |

|  |  |  |

|  |  |  |

|  |  |  |

|  |  |  |

|  |  |  |

|  |  |  |

| 글렌게리 |
| 히스     |

|  |  |  |

|  |  |  |  |  |

|  |  |  |

|  |  |  |

|  |

|  |

|  |  |  |

|  |  |  |

|  |  |  |

|  |  |  |

|  |  |  |

|  |  |  |

| 글렌게리 |
| 히스     |

|  |  |  |

|  |  |  |  |  |

|  |  |  |

|  |  |  |

|  |

|  |

|  |  |  |

|  |  |  |

|  |  |  |

|  |  |  |

|  |  |  |

|  |  |  |

| 글렌게리 |
| 히스     |

|  |  |  |

|  |  |  |  |  |

|  |  |  |

|  |  |  |

|  |

|  |

|  |  |  |

|  |  |  |

|  |  |  |

|  |  |  |

|  |  |  |

|  |  |  |

| 글렌게리 |
| 히스     |

|  |  |  |

|  |  |  |  |  |

|  |  |  |

|  |  |  |

|  |

|  |  |  |

|  |  |  |

|  |  |  |

|  |  |  |

|  |

|  |  |  |

|  |  |  |

|  |  |  |

|  |  |  |

|  |  |  |  |  |

|  |  |  |  |  |

|  |  |  |  |  |

|  |  |  |  |  |

|  |  |  |  |  |

|  |  |  |  |  |

|  |  |  |  |  |

|  |  |  |

|  |  |  |

|  |  |  |

|  |  |  |

|  |

|  |  |  |

|  |  |  |

|  |  |  |

|  |  |  |

|  |  |  |  |  |

|  |  |  |  |  |

|  |  |  |  |  |

|  |  |  |  |  |

|  |  |  |  |  |

|  |  |  |  |  |

|  |  |  |  |  |

|  |  |  |

|  |  |  |

|  |  |  |

|  |  |  |

|  |

|  |  |  |

|  |  |  |

|  |  |  |

|  |  |  |

|  |  |  |  |  |

|  |  |  |  |  |

|  |  |  |  |  |

|  |  |  |  |  |

|  |  |  |  |  |

|  |  |  |  |  |

|  |  |  |  |  |

|  |  |  |

|  |  |  |

|  |  |  |

|  |  |  |

|  |

|  |  |  |

|  |  |  |

|  |  |  |

|  |  |  |

|  |  |  |  |  |

|  |  |  |  |  |

|  |  |  |  |  |

|  |  |  |  |  |

|  |  |  |  |  |

|  |  |  |  |  |

|  |  |  |  |  |

|  |  |  |

|  |  |  |

|  |  |  |

|  |  |  |

|  |  |  |

|  |

|  |

|  |

|  |  |  |

|  |  |  |

|  |  |  |

|  |  |  |

|  |  |  |

|  |  |  |  |  |

|  |  |  |

|  |  |  |

|  |  |  |

|  |  |  |

|  |  |  |

|  |  |  |

|  |  |  |

|  |  |  |

|  |

|  |

|  |

|  |  |  |

|  |  |  |

|  |  |  |

|  |  |  |

|  |  |  |

|  |  |  |  |  |

|  |  |  |

|  |  |  |

|  |  |  |

|  |  |  |

|  |  |  |

|  |  |  |

|  |  |  |

|  |  |  |

|  |

|  |

|  |

|  |  |  |

|  |  |  |

|  |  |  |

|  |  |  |

|  |  |  |

|  |  |  |  |  |

|  |  |  |

|  |  |  |

|  |  |  |

|  |  |  |

|  |  |  |

|  |  |  |

|  |  |  |

|  |  |  |

|  |

|  |

|  |

|  |  |  |

|  |  |  |

|  |  |  |

|  |  |  |

|  |  |  |

|  |  |  |  |  |

|  |  |  |

|  |  |  |

|  |  |  |

|  |  |  |

|  |  |  |

|  |  |  |

|  |  |  |

|  |

|  |

|  |  |  |

|  |  |  |

|  |  |  |

|  |  |  |

|  |  |  |

|  |  |  |  |  |

|  |  |  |  |  |

|  |  |  |  |  |

|  |  |  |

|  |  |  |

|  |  |  |

|  |  |  |

|  |  |  |

|  |

|  |

|  |  |  |

|  |  |  |

|  |  |  |

|  |  |  |

|  |  |  |

|  |  |  |  |  |

|  |  |  |  |  |

|  |  |  |  |  |

|  |  |  |

|  |  |  |

|  |  |  |

|  |  |  |

|  |  |  |

|  |

|  |

|  |  |  |

|  |  |  |

|  |  |  |

|  |  |  |

|  |  |  |

|  |  |  |  |  |

|  |  |  |  |  |

|  |  |  |  |  |

|  |  |  |

|  |  |  |

|  |  |  |

|  |  |  |

|  |  |  |

|  |

|  |

|  |  |  |

|  |  |  |

|  |  |  |

|  |  |  |

|  |  |  |

|  |  |  |  |  |

|  |  |  |  |  |

|  |  |  |  |  |

|  |  |  |

|  |  |  |

|  |  |  |

|  |  |  |  |  |

|  |  |  |

|  |  |  |

|  |  |  |

|  |  |  |

|  |  |  |

|  |

|  |  |  |

|  |  |  |

|  |  |  |

|  |  |  |

|  |  |  |

|  |  |  |

|  |  |  |  |  |

|  |  |  |

|  |  |  |

|  |  |  |

|  |  |  |

|  |  |  |

|  |

|  |  |  |

|  |  |  |

|  |  |  |

|  |  |  |

|  |  |  |

|  |  |  |

|  |  |  |  |  |

|  |  |  |

|  |  |  |

|  |  |  |

|  |  |  |

|  |  |  |

|  |

|  |  |  |

|  |  |  |

|  |  |  |

|  |  |  |

|  |  |  |

|  |  |  |

|  |  |  |  |  |

|  |  |  |

|  |  |  |

|  |  |  |

|  |  |  |

|  |  |  |

|  |

|  |  |  |

|  |  |  |

|  |  |  |

|  |  |  |

|  |  |  |

|  |  |  |

|  |  |  |

|  |  |  |

|  |  |  |

|  |  |  |

|  |  |  |

|  |

|  |  |  |

|  |  |  |

|  |  |  |

|  |  |  |

|  |  |  |

|  |  |  |

|  |  |  |

|  |  |  |

|  |

|  |  |  |

|  |  |  |

|  |  |  |  |  |

|  |  |  |  |  |

|  |  |  |  |  |

|  |  |  |  |  |

|  |  |  |  |  |

|  |  |  |  |  |

|  |  |  |  |  |

|  |  |  |  |  |

|  |  |  |  |  |

|  |  |  |  |  |

|  |  |  |  |  |

|  |  |  |

|  |  |  |

|  |  |  |

|  |  |  |

|  |  |  |

|  |  |  |

|  |  |  |

|  |

|  |  |  |

|  |  |  |

|  |  |  |

|  |  |  |

|  |  |  |

|  |  |  |

|  |  |  |

|  |  |  |

|  |

|  |  |  |

|  |  |  |

|  |  |  |  |  |

|  |  |  |  |  |

|  |  |  |  |  |

|  |  |  |  |  |

|  |  |  |  |  |

|  |  |  |  |  |

|  |  |  |  |  |

|  |  |  |  |  |

|  |  |  |  |  |

|  |  |  |  |  |

|  |  |  |  |  |

|  |  |  |

|  |  |  |

|  |  |  |

|  |  |  |

|  |  |  |

|  |  |  |

|  |  |  |

|  |

|  |  |  |

|  |  |  |

|  |  |  |

|  |  |  |

|  |  |  |

|  |  |  |

|  |  |  |

|  |  |  |

|  |

|  |  |  |

|  |  |  |

|  |  |  |  |  |

|  |  |  |  |  |

|  |  |  |  |  |

|  |  |  |  |  |

|  |  |  |  |  |

|  |  |  |  |  |

|  |  |  |  |  |

|  |  |  |  |  |

|  |  |  |  |  |

|  |  |  |  |  |

|  |  |  |  |  |

|  |  |  |

|  |  |  |

|  |  |  |

|  |  |  |

|  |  |  |

|  |  |  |

|  |  |  |

|  |

|  |  |  |

|  |  |  |

|  |  |  |

|  |  |  |

|  |  |  |

|  |  |  |

|  |  |  |

|  |  |  |

|  |

|  |  |  |

|  |  |  |

|  |  |  |  |  |

|  |  |  |  |  |

|  |  |  |  |  |

|  |  |  |  |  |

|  |  |  |  |  |

|  |  |  |  |  |

|  |  |  |  |  |

|  |  |  |  |  |

|  |  |  |  |  |

|  |  |  |  |  |

|  |  |  |  |  |

|  |

|  |

|  |  |  |

|  |  |  |

|  |  |  |

|  |

|  |

|  |  |  |  |  |

|  |  |  |

|  |  |  |

|  |

|  |

|  |  |  |

|  |

|  |

|  |

|  |

|  |

|  |  |  |

|  |  |  |

|  |  |  |

|  |

|  |

|  |  |  |

|  |  |  |

|  |  |  |

|  |

|  |

|  |  |  |  |  |

|  |  |  |

|  |  |  |

|  |

|  |

|  |  |  |

|  |

|  |

|  |

|  |

|  |

|  |  |  |

|  |  |  |

|  |  |  |

|  |

|  |

|  |  |  |

|  |  |  |

|  |  |  |

|  |

|  |

|  |  |  |  |  |

|  |  |  |

|  |  |  |

|  |

|  |

|  |  |  |

|  |

|  |

|  |

|  |

|  |

|  |  |  |

|  |  |  |

|  |  |  |

|  |

|  |

|  |  |  |

|  |  |  |

|  |  |  |

|  |

|  |

|  |  |  |  |  |

|  |  |  |

|  |  |  |

|  |

|  |

|  |  |  |

|  |

|  |

|  |

|  |

|  |

|  |  |  |

|  |  |  |

|  |  |  |

### 궬프 오웬사운드 교통
2020년 8월 31일부터 캐스퍼에 이어 공영 업체인 궬프 오웬사운드 교통 (Guelph Owen Sound Transportation, GOST)는 하루 두 차례 궬프 센트럴역에서 오웬사운드 터미널까지 버스를 운행하고 있다.

## 같이 보기
- 코리더 (VIA)

## 인접 정차역
| 메트로링스 궬프선  | 메트로링스 궬프선                 | 메트로링스 궬프선    |
| ------------------ | --------------------------------- | -------------------- |
| 키치너 사니아 방면 | VIA 철도 코리더선 토론토 - 사니아 | 조지타운 토론토 방면 |
| 키치너 방면        | GO 트랜싯 키치너선                | 액턴 유니언 방면     |
| 키치너 런던 방면   | GO 트랜싯 키치너선 (급행)         | 액턴 유니언 방면     |